# Hospital de Santiago (Santa María de la Antigua de Darién)
El Hospital de Santiago fue un hospital de fundación española en Santa María de la Antigua del Darién del siglo XVI situado en Unguía, Colombia.  
Se trató del primer hospital en suelo del continente americano y el segundo de América, sólo por detrás de los construidos en la isla de Santo Domingo. 

## Historia
Se completó en 1515 y fue construido por Pedro Arias Dávila por mandato de Fernando el Católico. Los primeros hospitales españoles en América se habían construido en la isla de Santo Domingo, siendo el primero de ellos el hospital San Nicolás de Bari (1503). Tenía capacidad para cincuenta camas de las mismas características que las que se podían encontrar en Sevilla y contaba además, con capilla dedicada al apóstol Santiago, y botica atendida por un boticario italiano. Era atendido por clérigos como Rodrigo de Barreda e indígenas esclavos y contaba con cirujano. A su mantenimiento contribuyeron las expediciones de Núñez de Balboa.Fue desmantelado y trasladado a Nuestra Señora de la Asunción de Panamá en 1524.

## Descripción
Forma parte del sitio arqueológico Parque Arqueológico e Histórico de Santa María de Belén la Antigua del Darién, bien del patrimonio material de Colombia desde 2015.